# Józef Pachla
Józef Pachla (Tarnawa Niżna, 12 gennaio 1915 – Varsavia, 15 agosto 1990) è stato un allenatore di pallacanestro polacco.
Era il marito di Wanda Cichomska.

## Carriera
Ha guidato la Polonia a due edizioni dei Campionati europei (1946, 1947).